# Frédéric Charrier
Pour les articles homonymes, voir Charrier.

a Compétitions nationales et continentales officielles uniquement.

Dernière mise à jour le 26 juin 2019.
Frédéric Charrier, né le 15 novembre 1977 à Lourdes (Hautes-Pyrénées), est un joueur français de rugby à XV qui évolue au poste de centre. Par la suite, il devient entraîneur et est l'entraîneur des arrières et de l'attaque de l’ASM Clermont Auvergne depuis 2023.

## Carrière

### Joueur
En 2010, il met un terme à sa carrière de rugbyman pour devenir entraîneur des lignes arrières de l'US Oyonnax rugby, aux côtés de Christophe Urios.

### Entraîneur

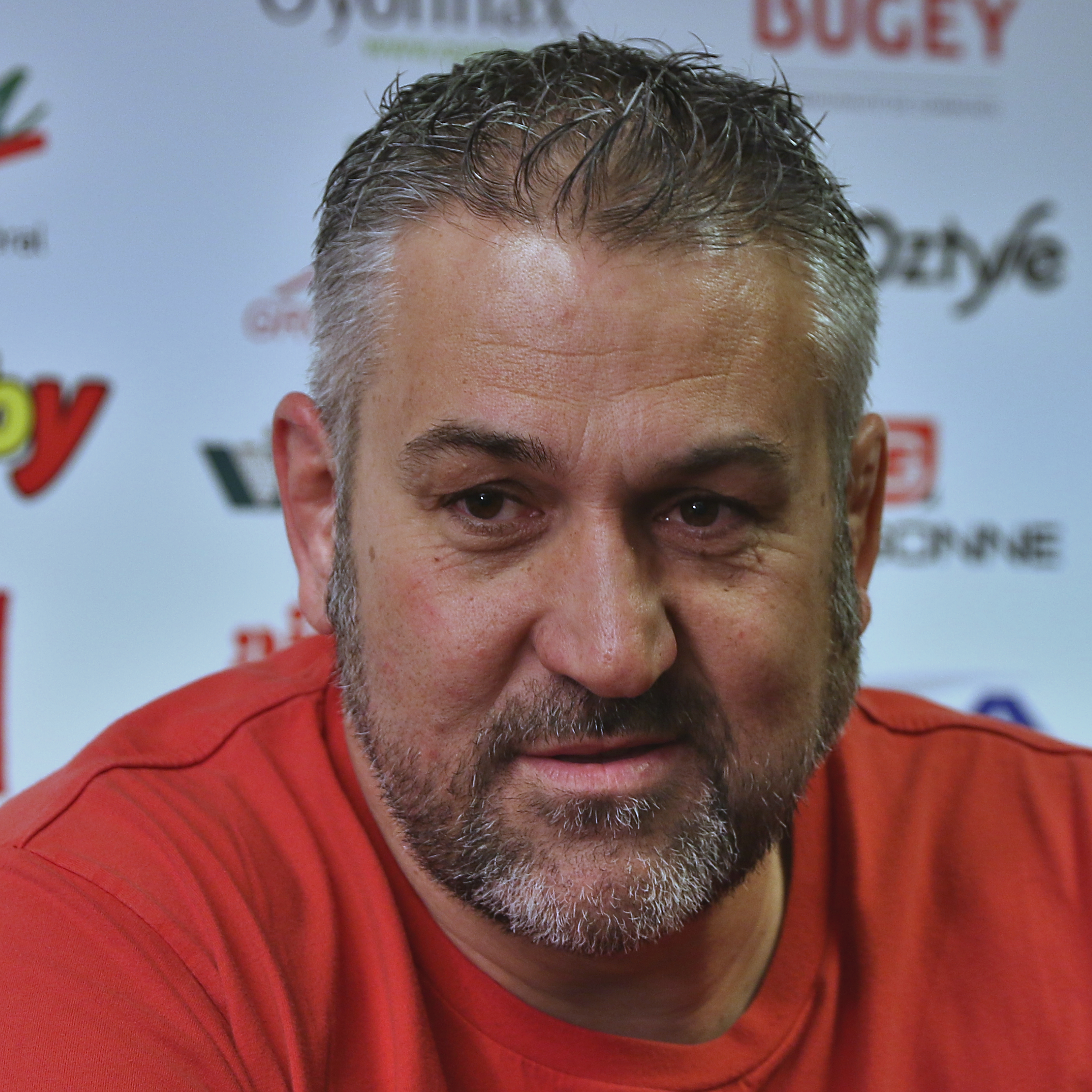
Frédéric Charrier est entraîné par Christophe Urios de 2007 à 2010 avant de devenir son adjoint à partir de 2010.

Il est l'adjoint de Christophe Urios à l'US Oyonnax de 2010 à 2015, au Castres olympique de 2015 à 2019, avant de le suivre de nouveau à l'Union Bordeaux Bègles à partir de 2019. Après le départ de ce dernier avec effet immédiat en novembre 2022, Frédéric Charrier et Julien Laïrle (entraîneur des avants et de la défense) deviennent les deux entraîneurs par intérim du club bordelais jusqu'à la fin de la saison 2022-2023.
À partir de la saison 2023-2024, il rejoint de nouveau Christophe Urios, cette fois-ci au sein de l'ASM Clermont Auvergne pour occuper encore une fois le poste d'entraîneur des avants et de la défense.

## Palmarès

### Joueur
Avec le Montpellier RC
- Championnat de France de Pro D2 :
  - Champion (1) : 2003

### Entraîneur
Avec l'US Oyonnax
- Championnat de France de Pro D2 :
  - Champion (1) : 2013

Avec le Castres olympique
- Championnat de France de première division (Top 14) :
  - Champion (1) : 2018

### Distinctions personnelles
- Nuit du rugby 2013 : Meilleur staff d'entraîneur de la Pro D2 (avec Christophe Urios) pour la saison 2012-2013
- Nuit du rugby 2018 : Meilleur staff d'entraîneur du Top 14 (avec Christophe Urios et Joe El Abd) pour la saison 2017-2018

## Bilan en tant qu'entraîneur
| Saison      | Club                  | Division | Poste                              | Classement                 | Coupe d'Europe                | Challenge européen     |
| ----------- | --------------------- | -------- | ---------------------------------- | -------------------------- | ----------------------------- | ---------------------- |
| 2010 - 2011 | US Oyonnax            | Pro D2   | Arrières                           | 8e                         | -                             | -                      |
| 2011 - 2012 | US Oyonnax            | Pro D2   | Arrières                           | 8e                         | -                             | -                      |
| 2012 - 2013 | US Oyonnax            | Pro D2   | Arrières                           | Champion de France Pro D2  | -                             | -                      |
| 2013 - 2014 | US Oyonnax            | Top 14   | Arrières                           | 12e                        | -                             | Éliminé en poule       |
| 2014 - 2015 | US Oyonnax            | Top 14   | Arrières                           | 6e, éliminé en barrages    | -                             | Éliminé en poule       |
| 2015 - 2016 | Castres olympique     | Top 14   | Arrières                           | 6e, éliminé en barrages    | -                             | Éliminé en poule       |
| 2016 - 2017 | Castres olympique     | Top 14   | Arrières                           | 5e, éliminé en barrages    | Éliminé en poule              | -                      |
| 2017 - 2018 | Castres olympique     | Top 14   | Arrières                           | Champion de France         | Éliminé en poule              | -                      |
| 2018 - 2019 | Castres olympique     | Top 14   | Arrières                           | 7e                         | Éliminé en poule              | -                      |
| 2019 - 2020 | Union Bordeaux Bègles | Top 14   | Arrières                           | 1er (arrêt du championnat) | -                             | Éliminé en demi-finale |
| 2020 - 2021 | Union Bordeaux Bègles | Top 14   | Arrières                           | 4e, éliminé en demi-finale | Éliminé en demi-finale        | -                      |
| 2021 - 2022 | Union Bordeaux Bègles | Top 14   | Arrières                           | 3e, éliminé en demi-finale | Éliminé en huitième de finale | -                      |
| 2022 - 2023 | Union Bordeaux Bègles | Top 14   | Arrières puis entraîneur principal | 6e, éliminé en demi-finale | Éliminé en poule              | -                      |
| 2023 - 2024 | ASM Clermont Auvergne | Top 14   | Arrières                           | -                          | -                             | -                      |